# Jan Franciszek Mrozowicki
Jan Franciszek (Franciszek Jan) Mrozowicki herbu Prus III (ur. ok. 1652, zm. 1714) –  sędzia lwowski w 1714 roku, podsędek lwowski w latach 1689-1713, stolnik trembowelski w 1689 roku, pisarz grodzki lwowski w 1686 roku, sędzia grodzki buski przed 1686 rokiem, podstarości buski przed 1686 rokiem, sędzia kapturowy ziemi lwowskiej w 1696 roku, deputat na Trybunał Koronny, poseł na sejmy.

## Życiorys
Syn Jerzego, sekretarza królewskiego i pisarza ziemskiego halickiego oraz Jadwigi Oleśnickiej herbu Radwan, sędzianki bełskiej, urodził się około 1652 roku. Pisał się z Mrozowic.
Od wczesnej młodości pełnił szereg urzędów grodzkich i ziemskich: od 1670 roku przez kilkanaście lat był podpiskiem grodzkim lwowskim, jako że składał z tego tytułu przysięgi w dniach: 1 czerwca 1676 roku, 2 stycznia 1680 roku i 29 maja 1684. W tym samym roku został jednocześnie regentem grodzkim lwowskim, którym był co najmniej do 1687 roku, jako że ostatnia wzmianka o nim jako regencie grodzkim lwowskim pochodzi z 7 stycznia tego roku. 29 sierpnia 1672 roku wziął udział w spisie ziemian lwowskich z powiatu żydaczowskiego zgromadzonych na pospolitym ruszeniu pod Lublinem.
Z czasem został bliskim współpracownikiem Stanisława Jana Jabłonowskiego, hetmana wielkiego koronnego; z jego ramienia w 1685 roku został podstarościm buskim i miał znaczący udział w odbudowie miasta po jego złupieniu i spaleniu przez Tatarów w 1672 roku, był jednocześnie sędzią grodzkim buskim. Z czasem szlachta powierzała mu coraz bardziej odpowiedzialne zadania. 12 stycznia 1685 roku pełnił funkcję marszałka sejmiku halickiego, elekcyjnego. W czasie sejmiku wiszeńskiego w lipcu 1685 roku został powołany, m.in. z Aleksandrem Chodorowskim, podkomorzym lwowskim, Jaroszem Kuropatnickim, sędzią lwowskim oraz Andrzejem Kamińskim, podsędkiem lwowskim, na deputata upoważnionego do odebrania zaległych, niezapłaconych podatków od administratorów i arendarzy, czopowego, szelężnego, tudzież podymnego i przedstawienia sejmikowi odpowiedniego sprawozdania. Na kolejnym sejmiku elekcyjnym wiszeńskim szlachty lwowskiej 11 września 1685 roku, został powołany, razem z Józefem Podbilskim, do zebrania pierwszej raty podatku na wojsko, zgodnie z konstytucją sejmową. W 1686 roku został stolnikiem trembowelskim i pisarzem grodzkim lwowskim, następnie powołany został również na urząd pisarza ziemskiego halickiego, a 21 grudnia 1689 roku w Żółkwi król Jan III Sobieski nadał jemu urząd podsędka ziemskiego lwowskiego.
Był jednym z najbardziej zaufanych stronników króla Jana III Sobieskiego na Pokuciu, blisko współpracując z hetmanem wielkim koronnym Stanisławem Jabłonowskim. Jak pisze Hipolit Stupnicki „...słynął on ze sprawiedliwości nieposzlakowanej, któremu Jan III, różne sprawy polecał, między innemi sąd z Żydami brodzkimi r. 1687”. Po śmierci króla Jana III Sobieskiego w lipcu 1696 roku, na prośbę hetmana Jabłonowskiego, razem z Nikodemem Żaboklickim, kasztelanem kamienieckim i Wojciechem Łosiem, pisarzem grodzkim lwowskim, udał się do Żółkwi, aby zabezpieczyć zgromadzone tam skarby królewskie, które miały ułatwić najstarszemu z synów Jana III, Jakubowi, ubieganie się o królewską koronę.
Razem z bratem Pawłem, 22 stycznia 1695 roku podpisał we Lwowie protest szlachty ruskiej z powodu zerwanego dwa dni wcześniej sejmiku wiszeńskiego przedsejmowego. Był członkiem konfederacji sandomierskiej 1704 roku. 18 stycznia 1706 roku pełnił funkcję marszałka sejmiku elekcyjnego i został wybrany na deputata na Trybunał Koronny W 1707 roku został wybrany posłem z województwa ruskiego na Sejm Lubelski, który na wniosek prymasa Stanisława Szembeka, został zwołany przez Radę Stanu we Lwowie, na 23 maja. Sejm ten, na który przybył car Piotr I, pragnący wymusić zgodę na abdykację Augusta II Mocnego, otwarty pod laską marszałka Stanisława Denhoffa, 8 lipca ogłosił bezkrólewie i wydano uniwersały, zwołujące Sejm elekcyjny, do którego jednak nie doszło. Ten tzw. Zjazd Lubelski zakończył się 29 września i jego uchwały zostały podpisane w obecności prymasa Stanisława Szembeka m.in. przez Mrozowickiego. 14 września 1705 roku pełnił ponownie funkcję marszałka sejmiku elekcyjnego ziemi halickiej i został wybrany na deputata na Trybunał Koronny. W 1710 roku został wybrany na posła sejmiku wiszeńskiego do hetmanów koronnych. W tymże roku wziął udział z ziemią lwowską w Generalnej Konfederacji Sandomierskiej, która była de facto Sejmem Nadzwyczajnym, pod laską marszałka Stanisława Denhoffa, hetmana polnego litewskiego. Powyższy sejm zwołany już po klęsce połtawskiej Szwedów, ale jeszcze w bardzo niepewnej sytuacji w kraju, formalnie restutuował króla Augusta III Mocnego w Rzeczypospolitej pod naciskiem rosyjskim i ratyfikował pokój moskiewski z 1686 roku. Mrozowicki zaliczał się wówczas do mniej radykalnych stronników Stanisława Leszczyńskiego, którzy bardzo ostro piętnowali ekscesy wojsk auksyliarnych, zwłaszcza rosyjskich, „suplikując o ewakuację onej Moskwy”. Zarówno Mrozowicki, jak i inni posłowie ruscy na tym sejmie byli skłonni zgodzić się na większe podatki na aukcję wojska do wielkiej wówczas liczby czterdziestu tysięcy żołnierzy, stawiali jednak warunek późniejszego stałego ich finansowania z dochodów królewszczyzn. W 1713 roku ponownie został wybrany na deputata na Trybunał Koronny. W 1714 roku król August II Mocny nadał jemu urząd sędziego ziemskiego lwowskiego. W maju tego roku, już jako sędzia lwowski, został wybrany na posła sejmiku wiszeńskiego do obu hetmanów koronnych.
W 1680 roku otrzymał od swojego brata, księdza Konstantego Stanisława, ówczesnego sekretarza królewskiego i kanclerza Kapituły lwowskiej, jego części dziedziczne.
Jako poseł ziemi lwowskiej był uczestnikiem Walnej Rady Warszawskiej 1710 roku.
Zmarł na jesieni 1714 roku, bowiem 21 listopada tego roku sejmik generalny województwa ruskiego, odbyty we Lwowie, ze względu na stwierdzoną jego śmierć, wyznaczył w jego miejsce na deputata do kasztelana lwowskiego, na którego to został powołany Mrozowicki przez sejmik wisznieński 11 września tego roku, Siemińskiego, stolnika nowogrodzkiego. Został pochowany prawdopodobnie w katedrze archikatedralnej we Lwowie, jego nagrobek został w latach 1780–1790, w czasie przebudowy katedry, przeniesiony na inne miejsce, a w latach międzywojennych był jednym z eksponatów w Muzeum historycznym miasta Lwowa, zlokalizowanym w tzw. Czarnej Kamienicy na Rynku Głównym we Lwowie. Jego płyta nagrobna miała inskrypcje w czterech językach: polskim, łacińskim, ruskim i ormiańskim.
Ożenił się w 1687 roku 1o voto z Katarzyną de Kochany Polanowską herbu Pobóg, siostrą Mikołaja Polanowskiego, wdową po Kazimierzu Kłodnickim herbu Sas, i po Eliaszu Łąckim, z którą nie pozostawił potomstwa. 2o voto był żonaty z Klarą z Telefusów herbu Łabędź, córką Piotra Felicjana, podczaszego halickiego i rotmistrza wojsk koronnych oraz Teresy Bydłowskiej herbu Topacz, sędzianki halickiej, piszącą się z Kumanowa, z którą pozostawił dzieci: Ewę i Adama.

## Wywód przodków
| 4. Jan Mrozowicki        |  |                      |  |  |                              |
|                          |  | 2. Jerzy Mrozowicki  |  |  |                              |
| 5. Zofia Raszowska       |  |                      |  |  |                              |
|                          |  |                      |  |  | 1. Jan Franciszek Mrozowicki |
| 6. Łukasz Oleśnicki      |  |                      |  |  |                              |
|                          |  | 3. Jadwiga Oleśnicka |  |  |                              |
| 7. Katarzyna Podfilipska |  |                      |  |  |                              |
|                          |  |                      |  |  |                              |